# لويس أنتونيللي
لويس أنتونيللي (بالإنجليزية: Louis Antonelli)‏ هو مصور سينمائي ومصور وكاتب سيناريو ومنتج أفلام ومخرج أمريكي، ولد في 28 يوليو 1962.

## وصلات خارجية
- لويس أنتونيللي على موقع IMDb (الإنجليزية)
- لويس أنتونيللي على موقع كينوبويسك (الروسية)